# Platytes atlantivolella
Platytes atlantivolella là một loài bướm đêm trong họ Crambidae.